# Jota Ophiuchi
Jota Ophiuchi (ι Ophiuchi , förkortat Jota Oph, ι Oph) som är stjärnans Bayerbeteckning, är en stjärna belägen i den norra delen av stjärnbilden Ormbäraren. Den har en skenbar magnitud på 4,39 och är synlig för blotta ögat. Baserat på parallaxmätning inom Hipparcosuppdraget på ca 13,3 mas, beräknas den befinna sig på ett avstånd av ca 245 ljusår (75 parsek) från solen.

## Egenskaper
Jota Ophiuchi är en blåvit stjärna i huvudserien av spektralklass B8V. Den har en massa som är 3,1 gånger solens massa och en uppskattad radie som ca 2,8 gånger större än solens. Den utsänder från dess fotosfär 140 gånger mera energi än solen vid en effektiv temperatur på ca 11 220 K .